# Ladislas Meduna
Ladislas Joseph Meduna (Budapest, 27 marzo 1896 – Chicago, 31 ottobre 1964) è stato un neurologo ungherese naturalizzato statunitense.

## Biografia
Ladislas J. Meduna nacque a Budapest nel 1896 in una famiglia di ebrei sefarditi della media società ungherese, anche se venne educato per otto anni in un collegio cattolico.  Appena uscì dal suo paese d'origine si fece chiamare Ladislaus von Meduna giustificando l'uso del predicato "von" per ingannare gli editori di riviste mediche, che negli anni 30 erano per la maggior parte antisemiti.
Nel 1914, ottenuto il diploma, si iscrisse alla facoltà di Medicina e Chirurgia dell'Università di Budapest. Essendo questi gli anni della prima guerra mondiale, Meduna fu costretto ad arruolarsi nel reggimento di artiglieria combattendo sul fronte italiano, e poté riprendere gli studi solo una volta terminate le operazioni belliche del suo paese, riuscendo comunque a laurearsi nel 1921.
Negli anni successivi frequentò l'Interacademic Institute for Brain Research di Budapest, diretto dal neuropatologo e neurologo Karl Schaffer. Sotto la sua direzione il giovane Meduna si specializzò nello studio delle neuropatologie della struttura nervosa e in particolare della ghiandola pineale, divenendo l'assistente dello stesso Schaffer. 
Furono dunque questi gli anni più importanti durante i quali mise le basi per l'elaborazione della sua innovativa terapia psichiatrica.
Con l'aumento però delle manifestazioni antisemite in Europa, Meduna fu costretto, nel 1938, ad emigrare negli Stati Uniti, dove ottenne la cattedra di neurologia presso Loyola University, a Chicago Fu proprio dagli Stati Uniti che diede poi un ultimo contributo allo sviluppo delle conoscenze psichiatriche, studiando gli stati confusionali del sonno-veglia nelle varie forme di psicosi. 
Fondò infine il Journal of Neuropsychiatry e divenne presidente della Society of Biological Psychiatry nel 1953. Terminata la seconda guerra mondiale continuò la sua ricerca presso l'Illinois Psychiatric Institute e l'esercizio privato della professione psichiatrica fino alla morte avvenuta nel 1964.

## Attività scientifica

### Prime ricerche
Nel 1927 l'intero dipartimento in cui lavorava Meduna venne trasferito nel reparto di psichiatria, offrendo così un'interessante possibilità di osservazione di numerosi pazienti. Quello che colpì Meduna fu l'evidente contrasto tra l'epilessia  e la schizofrenia; nella prima infatti era stata riscontrata un'eccessiva proliferazione delle cellule della glia, mentre nella seconda queste sembravano del tutto atrofizzate.
Egli riscontrò che il 16,5% dei pazienti epilettici che aveva sviluppato sintomi psicotici, mostrava una diminuzione delle manifestazioni epilettiche. Inoltre anche l'associazione inversa (da epilessia a schizofrenia), sembrava essere corretta: su un campione di più di seimila pazienti schizofrenici, solamente venti registravano episodi di epilessia. Erano presenti inoltre casi in cui malati di schizofrenia erano stati curati tramite l'induzione di crisi epilettiche.
Nel 1930 Meduna arrivò a staccarsi nettamente dal pensiero del suo insegnante (Karl Schaffer) continuando a svolgere segretamente l'attività di ricerca che lo portò, nel 1932, a pubblicare un articolo su quanto aveva rilevato.  Questa pubblicazione richiamò l'attenzione di altri ricercatori che stavano lavorando nello stesso campo, evidenziando così un chiaro contrasto tra le varie scuole di pensiero. Se infatti il medico tedesco Robert Gaupp esprimeva  in un suo articolo una forte perplessità sulla correlazione tra epilessia e schizofrenia,  allo stesso tempo altri ricercatori, quali Nyirö e Albin Jablonszky avevano pubblicato un lavoro su casi di epilessia poi degenerati in schizofrenia. Quello che però impressionò realmente Meduna fu l'intervento di Alfred Glaus teso a evidenziare che quando epilessia e schizofrenia non erano rilevate simultaneamente, allora erano manifestate a fasi alterne.
Meduna perseguì l'idea che crisi epilettiche potessero curare episodi di schizofrenia. Sperimentò dapprima trattamenti basati su agenti farmacologici per indurre convulsioni con il minor rischio possibile, quali gli alcaloidi stricnina e tebaina, o la coramina. Infine scoprì l'utilizzo della canfora disciolta in olio che aveva effetti benefici sia sugli animali sia sull'uomo. Per riuscire però a sperimentare quanto aveva scoperto su pazienti reali, senza mettere a rischio la sua promettente carriera, Meduna fu costretto a spostarsi in un ospedale psichiatrico alle porte di Budapest, a Lipotmezö.
Qui nel gennaio 1934, attuò la prima iniezione di canfora in un paziente trentatreenne affetto da catatonia. Già dopo solo cinque trattamenti, catatonia e sintomi psicotici erano scomparsi. Meduna incrementò così la casistica arrivando a trattare un numero complessivo di ventisei pazienti, nei quali poté riscontrare un risultato positivo del 50%.

### Terapia con il metrazolo
Nell'articolo pubblicato nel 1935 riguardo all'uso sperimentale della canfora, si faceva cenno anche ad un'altra sostanza più solubile e di più rapida azione: il pentilentetrazolo, conosciuto in Europa come Cardiazol e negli Stati Uniti come metrazolo.
Quando Meduna pubblicò l'articolo, dei ventisei pazienti presi in considerazione, dieci erano considerati come sensibilmente migliorati, tre mostravano solo una temporanea diminuzione dei sintomi psicotici, e in tredici non era stato riscontrato alcun cambiamento.
Comunque, viste le differenti condizioni iniziali dei pazienti presi in esame, Meduna poté concludere che terapie di tipo convulsivo avevano reali benefici sulla schizofrenia soprattutto per i sintomi delle allucinazioni. 
Nel 1937 Meduna aveva visionato 110 pazienti dei quali 62 affetti da schizofrenia. Di questi, l'80% registrò un sensibile miglioramento. Sulla base di queste statistiche, la terapia con il metrazolo fu considerata benefica per il trattamento della schizofrenia tanto quanto la precedente ICT elaborata da Manfred Sakel.

### Terapia del monossido di carbonio
Meduna iniziò per la prima volta le sperimentazioni con il monossido di carbonio quando si trovava ancora a Budapest, anche se fu un'esperienza che non diede alcun risultato positivo. 
Una volta stabilitosi a Chicago, capì non era stato possibile curare le varie forme di psicosi con il monossido di carbonio perché queste sono troppo radicate, ma che invece le nevrosi offrivano un'interessante prospettiva di lavoro.
Secondo questa procedura, veniva somministrato al paziente una miscela gassosa composta per il 70% di ossigeno e per il 30% di monossido di carbonio. Dopo pochi respiri, il paziente perdeva completamente conoscenza, e con l'aumentare della quantità di gas respirata, manifestava forti crisi convulsive. il Dottor Meduna, che nel 68% dei casi ebbe un riscontro positivo, affermò che:
più normale soglia di sensibilità»
Anche all'Università dell'Illinois però, le teorie del Dottor Meduna non furono ben accettate. Come testimonia l'affermazione di un altro medico dell'università, Franz Alezander:

## Pubblicazioni
- Meduna L: Die Konvulsionstherapie der Schizophrenie. Halle, Germany, Carl Marhold, 1937
- Meduna L: Autobiography. Convuls Therapy 1985; 1:43–57; 121–135
- Meduna L: Oneirophrenia: The Confusional State. Urbana, University of Illinois Press, 1950